# Malaysia Open 1994
Die Malaysia Open 1994 im Badminton fanden vom 6. bis zum 10. Juli 1994 in Johor Bahru statt. Das Preisgeld betrug 180.000 Dollar.

## Sieger und Platzierte
| Disziplin    | Gold                            | Silber                                   | Bronze                             |
| ------------ | ------------------------------- | ---------------------------------------- | ---------------------------------- |
| Herreneinzel | Joko Suprianto                  | Rashid Sidek                             | Ong Ewe Hock                       |
| Herreneinzel | Joko Suprianto                  | Rashid Sidek                             | Poul-Erik Høyer Larsen             |
| Dameneinzel  | Susi Susanti                    | Ye Zhaoying                              | Ra Kyung-min                       |
| Dameneinzel  | Susi Susanti                    | Ye Zhaoying                              | Christine Gandrup                  |
| Herrendoppel | Ricky Subagja Rexy Mainaky      | Pramote Teerawiwatana Sakrapee Thongsari | Rudy Gunawan Bambang Suprianto     |
| Herrendoppel | Ricky Subagja Rexy Mainaky      | Pramote Teerawiwatana Sakrapee Thongsari | Jon Holst-Christensen Thomas Lund  |
| Damendoppel  | Ge Fei Gu Jun                   | Eliza Nathanael Zelin Resiana            | Gil Young-ah Kim Mee-hyang         |
| Damendoppel  | Ge Fei Gu Jun                   | Eliza Nathanael Zelin Resiana            | Lotte Olsen Lisbet Stuer-Lauridsen |
| Mixed        | Jan-Eric Antonsson Astrid Crabo | Liu Jianjun Ge Fei                       | Aryono Miranat Rosalina Riseu      |
| Mixed        | Jan-Eric Antonsson Astrid Crabo | Liu Jianjun Ge Fei                       | Jon Holst-Christensen Rikke Olsen  |

## Finalergebnisse
| Disziplin    | Sieger                          | Finalist                                 | Ergebnis    |
| ------------ | ------------------------------- | ---------------------------------------- | ----------- |
| Herreneinzel | Joko Suprianto                  | Rashid Sidek                             | 15-3, 15-5  |
| Dameneinzel  | Susi Susanti                    | Ye Zhaoying                              | 11-3, 11-8  |
| Herrendoppel | Rexy Mainaky Ricky Subagja      | Sakrapee Thongsari Pramote Teerawiwatana | 15-5, 18-16 |
| Damendoppel  | Ge Fei Gu Jun                   | Eliza Nathanael Zelin Resiana            | 15-5, 15-11 |
| Mixed        | Jan-Eric Antonsson Astrid Crabo | Liu Jianjun Ge Fei                       | 15-9, 15-11 |

## Ergebnisse

### Herreneinzel Qualifikation
- Yuzo Kubota –  Yin Siong Lim: 15-12 / 15-7
- Kim Loong Hoo –  Kosol Siridumrongsak: 15-10 / 15-7
- Mahathir Mustaffa –  Choon Meng Tay: 15-11 / 15-5
- Lin Wei-hsiang –  Chong Chen Teh: 15-17 / 15-4 / 15-6
- Boon Leng Lim –  Patpong Thongsari: 15-10 / 15-12

### Herreneinzel
- Joko Suprianto –  Shih Yen-Nan: 15-1 / 15-2
- Pang Chen –  Rajeev Bagga: 15-2 / 18-15
- Ahn Jae-chang –  Teeranun Chiangtha: 15-10 / 15-6
- Jason Wong –  Roslin Hashim: 8-15 / 15-6 / 15-9
- Dong Jiong –  Kuan Yang Adrian Tay: 15-5 / 15-7
- Anders Nielsen –  Fumihiko Machida: 7-15 / 15-13 / 15-9
- Hendrawan –  Thaweesak Koetsriphan: 15-6 / 15-3
- Thomas Stuer-Lauridsen –  Kantharoopan Ponniah: 10-15 / 15-5 / 15-3
- Ge Cheng –  Lai Chun Yue: 15-12 / 15-9
- Alan Budikusuma –  Theam Teow Lim: 15-2 / 15-2
- Hamid Khan –  Pei Wee Chung: 15-5 / 15-1
- Lo Ah Heng –  Takuya Katayama: 15-9 / 15-5
- Lin Liwen –  Feng Hung-Yun: 15-1 / 15-9
- Ong Ewe Hock –  Paul Stevenson: 15-7 / 15-5
- Nunung Subandoro –  Dean Galt: 15-2 / 15-1
- Rikard Magnusson –  Dipankar Bhattacharjee: 15-12 / 15-5
- Jeroen van Dijk –  Davincy Saha: 15-7 / 15-4
- Jeffer Rosobin –  Lin Yung-Lung: 15-7 / 15-2
- Rashid Sidek –  Boon Leng Lim: 15-1 / 15-8
- Michael Søgaard –  Hannes Fuchs: 15-12 / 7-15 / 15-4
- Darren Hall –  Muralidesan Krishnamurthy: 15-7 / 17-14
- Sun Jun  –  Ramesh Nathan: 15-7 / 15-8
- Hermawan Susanto –  Patrick Lau Kim Pong: 15-5 / 15-1
- Lioe Tiong Ping –  Yong Hock Kin: 15-9 / 15-5
- Pontus Jäntti –  Takahiro Suka: 15-8 / 15-6
- Lee Kwang-jin –  Wong Choong Hann: 15-3 / 15-5
- Poul-Erik Høyer Larsen –  Nick Hall: 15-3 / 15-3
- Hu Zhilang –  Tan Sian Peng: 15-5 / 15-3
- Sompol Kukasemkij –  Michael Tedjakusuma: 15-10 / 15-4
- Kai Wui Shim –  Jeng Che-Jen: 15-6 / 15-5
- Ardy Wiranata –  Tey Seu Bock: 15-2 / 15-3
- Koo Yong Chut –  Jyri Aalto: w.o.
- Joko Suprianto –  Pang Chen: 15-7 / 15-4
- Ahn Jae-chang –  Jason Wong: 15-3 / 15-6
- Dong Jiong –  Koo Yong Chut: 15-6 / 15-6
- Hendrawan –  Anders Nielsen: 11-15 / 15-9 / 15-9
- Thomas Stuer-Lauridsen –  Ge Cheng: 18-13 / 15-2
- Alan Budikusuma –  Hamid Khan: 15-3 / 15-4
- Lin Liwen –  Lo Ah Heng: 10-15 / 15-6 / 15-2
- Ong Ewe Hock –  Nunung Subandoro: 15-1 / 15-11
- Jeroen van Dijk –  Rikard Magnusson: 15-4 / 15-3
- Rashid Sidek –  Jeffer Rosobin: 15-1 / 15-8
- Michael Søgaard –  Darren Hall: 18-17 / 5-1
- Sun Jun  –  Hermawan Susanto: 15-4 / 4-15 / 14-12
- Lioe Tiong Ping –  Pontus Jäntti: 15-9 / 15-4
- Poul-Erik Høyer Larsen –  Lee Kwang-jin: 15-8 / 15-9
- Hu Zhilang –  Sompol Kukasemkij: 15-5 / 3-15 / 18-15
- Ardy Wiranata –  Kai Wui Shim: 15-2 / 15-3
- Joko Suprianto –  Ahn Jae-chang: 15-13 / 15-8
- Hendrawan –  Dong Jiong: 13-15 / 15-7 / 15-10
- Alan Budikusuma –  Thomas Stuer-Lauridsen: 15-12 / 15-8
- Ong Ewe Hock –  Lin Liwen: 15-10 / 5-15 / 15-9
- Rashid Sidek –  Jeroen van Dijk: 15-11 / 15-5
- Sun Jun  –  Michael Søgaard: 15-3 / 15-3
- Poul-Erik Høyer Larsen –  Lioe Tiong Ping: 15-9 / 15-11
- Hu Zhilang –  Ardy Wiranata: 15-9 / 1-16 / 15-11
- Joko Suprianto –  Hendrawan: 15-10 / 15-2
- Ong Ewe Hock –  Alan Budikusuma: 15-9 / 6-15 / 15-3
- Rashid Sidek –  Sun Jun : 11-15 / 15-9 / 15-3
- Poul-Erik Høyer Larsen –  Hu Zhilang: 15-11 / 18-16
- Joko Suprianto –  Ong Ewe Hock: 3-15 / 15-4 / 15-8
- Rashid Sidek –  Poul-Erik Høyer Larsen: 15-7 / 15-8
- Joko Suprianto –  Rashid Sidek: 15-3 / 15-5

### Dameneinzel Qualifikation
- Chor Hooi Yee –  Moira Ong: 6-11 / 11-2 / 11-3
- Remember Ngo –  Amanda Carter: 11-6 / 11-7
- Chen Mei-cun –  Winnie Lee: 11-2 / 11-1
- Wu I Lun –  Ong Ai Li: 11-3 / 11-6
- Sheree Jefferson –  Kuak Seok Choon: 7-11 / 11-6 / 12-10
- Lee Ming-hwa –  Law Pei Pei: 11-0 / 11-5
- Elma Ong –  Lim Pek Siah: 11-6 / 6-11 / 12-11
- Chin Yen Peng –  Siew May Lee: 11-1 / 6-11 / 11-4
- Tan Siew Cheng –  Tammy Jenkins: 11-8 / 12-9
- Kristin Yunita –  Chor Hooi Yee: 11-4 / 11-5
- Chen Mei-cun –  Remember Ngo: 11-7 / 11-5
- Lisa Campbell –  Sujitra Ekmongkolpaisarn: 11-1 / 5-11 / 11-2
- Chan Chia Fong –  Wu I Lun: 4-11 / 12-10 / 11-4
- Lee Suh-ling –  Sheree Jefferson: 11-7 / 11-4
- Masako Sakamoto –  Si-an Deng: 11-4 / 6-11 / 11-6
- Rhonda Cator –  Lee Ming-hwa: 11-3 / 11-0
- Reny Handayani –  Elma Ong: 11-2 / 11-1
- Rhona Robertson –  Chin Yen Peng: 11-2 / 11-6
- Takako Ida –  Zamaliah Sidek: 11-3 / 11-3
- Norhasikin Amin –  Tan Siew Cheng: 11-9 / 11-7
- Chen Yu-Fang –  Kwee Ten Leo: 11-8 / 6-11 / 11-4
- Kristin Yunita –  Chen Mei-cun: 11-2 / 12-10
- Lisa Campbell –  Chan Chia Fong: 11-7 / 11-5
- Masako Sakamoto –  Lee Suh-ling: 11-1 / 12-0
- Reny Handayani –  Rhonda Cator: 12-10 / 11-8

### Dameneinzel
- Susi Susanti –  Jeng Shwu-zen: 11-6 / 11-7
- Kristin Yunita –  Lee Joo Hyun: 12-9 / 11-7
- Zhang Ning –  Leong Yeng Cheng: 11-3 / 11-3
- Hisako Mizui –  Lisa Campbell: 11-2 / 2-11 / 11-3
- Han Jingna –  Song Yang: 11-7 / 11-1
- Ika Heny –  Masako Sakamoto: 11-4 / 11-4
- Christine Magnusson –  Manjusha Kanwar: 10-11 / 11-6 / 11-2
- Olivia –  Pornsawan Plungwech: 12-10 / 12-11
- Zarinah Abdullah –  Denyse Julien: 11-5 / 11-3
- Hu Ning –  Yuliani Santosa: 10-12 / 11-8 / 11-5
- Ra Kyung-min –  Meiluawati: 11-3 / 11-6
- Reny Handayani –  Lim Xiaoqing: 11-8 / 6-11 / 12-10
- Mia Audina –  Takako Ida: 12-11 / 11-0
- Jaroensiri Somhasurthai –  Lee Wai Leng: 1-11 / 11-5 / 11-3
- Yasuko Mizui –  Chan Ya-lin: 11-5 / 11-8
- Ye Zhaoying –  Norhasikin Amin: 11-1 / 11-4
- Susi Susanti –  Kristin Yunita: 11-3 / 11-5
- Hisako Mizui –  Zhang Ning: 12-10 / 11-2
- Han Jingna –  Ika Heny: 6-11 / 11-4 / 11-4
- Christine Magnusson –  Olivia: 11-8 / 10-12 / 11-5
- Zarinah Abdullah –  Hu Ning: 6-11 / 12-9 / 11-6
- Ra Kyung-min –  Reny Handayani: 11-3 / 12-10
- Mia Audina –  Jaroensiri Somhasurthai: 11-5 / 11-7
- Ye Zhaoying –  Yasuko Mizui: 11-4 / 12-9
- Susi Susanti –  Hisako Mizui: 11-1 / 11-2
- Christine Magnusson –  Han Jingna: 11-3 / 11-6
- Ra Kyung-min –  Zarinah Abdullah: 12-10 / 11-2
- Ye Zhaoying –  Mia Audina: 11-5 / 11-7
- Susi Susanti –  Christine Magnusson: 11-3 / 11-0
- Ye Zhaoying –  Ra Kyung-min: 11-0 / 11-4
- Susi Susanti –  Ye Zhaoying: 11-3 / 11-8

### Herrendoppel
- Rudy Gunawan /  Bambang Suprianto –  Mike Bitten /  Bryan Blanshard: 15-10 / 15-2
- Rudy Gunawan Haditono /  Seng Kok Kiong –  Max Gandrup /  Ron Michels: 15-10 / 2-15 / 15-10
- Aras Razak /  Aman Santosa –  Simon Archer /  Chris Hunt: 18-14 / 14-18 / 15-3
- Huang Zhanzhong /  Jiang Xin –  Poi Wei Chung /  Pang Cheh Chang: 11-15 / 15-5 / 15-1
- Cheah Soon Kit /  Soo Beng Kiang –  Hamid Khan /  Boon Leng Lim: 15-2 / 15-3
- Joko Hardianto /  Tri Kusharyanto –  Shuji Matsuno /  Shinji Matsuura: 16-17 / 17-16 / 15-6
- Pramote Teerawiwatana /  Sakrapee Thongsari –  Ha Tae-kwon /  Lee Suk-ho: 15-6 / 13-15 / 15-8
- Imay Hendra /  Dicky Purwotjugiono –  Teng Swee Chan /  Siva Kumar: 15-1 / 15-4
- Yap Yee Guan /  Yap Yee Hup –  Fumihiko Machida /  Takahiro Saka: 15-6 / 15-2
- S. Antonius Budi Ariantho /  Denny Kantono –  Chew Choon Eng /  Rosman Razak: 15-3 / 15-11
- Flandy Limpele /  Sandiarto –  Jan-Eric Antonsson /  Mikael Rosén: 18-17 / 9-15 / 15-6
- Jon Holst-Christensen /  Thomas Lund –  Peter Blackburn /  Mark Nichols: 15-7 / 15-8
- Nick Ponting /  Julian Robertson –  Kim Dong-moon /  Yoo Yong-sung: 15-9 / 18-14
- Tan Kim Her /  Yap Kim Hock –  Siripong Siripool /  Khunakorn Sudhisodhi: 7-15 / 15-3 / 15-6
- M Aryono /  Paulus Firman –  Liu Yong /  Yu Jinhao: 15-4 / 15-8
- Ricky Subagja /  Rexy Mainaky –  Patrick Lau Kim Pong /  Tan Sian Peng: 15-3 / 15-0
- Rudy Gunawan /  Bambang Suprianto –  Rudy Gunawan Haditono /  Seng Kok Kiong: 15-9 / 15-10
- Huang Zhanzhong /  Jiang Xin –  Aras Razak /  Aman Santosa: 15-10 / 6-15 / 15-5
- Joko Hardianto /  Tri Kusharyanto –  Cheah Soon Kit /  Soo Beng Kiang: 15-13 / 15-6
- Pramote Teerawiwatana /  Sakrapee Thongsari –  Imay Hendra /  Dicky Purwotjugiono: 15-13 / 9-15 / 15-5
- S. Antonius Budi Ariantho /  Denny Kantono –  Yap Yee Guan /  Yap Yee Hup: 15-3 / 15-4
- Jon Holst-Christensen /  Thomas Lund –  Flandy Limpele /  Sandiarto: 15-7 / 15-8
- Tan Kim Her /  Yap Kim Hock –  Nick Ponting /  Julian Robertson: 15-11 / 15-2
- Ricky Subagja /  Rexy Mainaky –  M Aryono /  Paulus Firman: 15-3 / 15-2
- Rudy Gunawan /  Bambang Suprianto –  Huang Zhanzhong /  Jiang Xin: 15-12 / 15-10
- Pramote Teerawiwatana /  Sakrapee Thongsari –  Joko Hardianto /  Tri Kusharyanto: 15-7 / 18-13
- Jon Holst-Christensen /  Thomas Lund –  S. Antonius Budi Ariantho /  Denny Kantono: 15-11 / 4-15 / 17-14
- Ricky Subagja /  Rexy Mainaky –  Tan Kim Her /  Yap Kim Hock: 15-10 / 15-5
- Pramote Teerawiwatana /  Sakrapee Thongsari –  Rudy Gunawan /  Bambang Suprianto: 15-11 / 15-10
- Ricky Subagja /  Rexy Mainaky –  Jon Holst-Christensen /  Thomas Lund: 15-5 / 15-4
- Ricky Subagja /  Rexy Mainaky –  Pramote Teerawiwatana /  Sakrapee Thongsari: 15-5 / 18-16

### Damendoppel Qualifikation
- Remember Ngo /  Tan Siew Cheng –  Chin Yen Peng /  Ong Ai Li: 15-12 / 15-7
- Chan Ya-lin /  Jou Yu-Lin –  Chor Hooi Yee /  Lim Pek Siah: 15-1 / 7-15 / 15-10
- Rosalia Anastasia /  S. Herawati –  Siew May Lee /  Kwee Ten Leo: 15-5 / 8-15 / 15-2
- Kuak Seok Choon /  Zamaliah Sidek –  Elma Ong /  Moira Ong: 15-3 / 15-11
- Helene Kirkegaard /  Rikke Olsen –  Ko Hsin-lin /  Lee Suh-ling: 15-5 / 15-8
- Remember Ngo /  Tan Siew Cheng –  Chen Jia-Chyl /  Wu I Lun: 15-4 / 15-7
- Dede Hasanah /  Sri Untari –  Norhasikin Amin /  Chan Chia Fong: 18-16 / 15-6
- Chan Ya-lin /  Jou Yu-Lin –  Sheree Jefferson /  Tammy Jenkins: 15-4 / 15-11
- Rosalia Anastasia /  S. Herawati –  Feng Mei-ying /  Lee Ming-hwa: 15-8 / 15-5
- Hisako Mizui /  Yasuko Mizui –  Kuak Seok Choon /  Zamaliah Sidek: 17-15 / 15-6
- Chen Mei-cun /  Jeng Shwu-zen –  Law Pei Pei /  Winnie Lee: 15-2 / 15-2
- Dede Hasanah /  Sri Untari –  Remember Ngo /  Tan Siew Cheng: 15-4 / 15-8
- Chan Ya-lin /  Jou Yu-Lin –  Rosalia Anastasia /  S. Herawati: 17-16 / 15-6
- Hisako Mizui /  Yasuko Mizui –  Chen Mei-cun /  Jeng Shwu-zen: 15-13 / 15-12

### Damendoppel
- Si-an Deng /  Denyse Julien –  Chen Yu-Fang /  Amanda Hardy: 15-7 / 15-6
- Sarwendah Kusumawardhani /  Rosiana Tendean –  Helene Kirkegaard /  Rikke Olsen: 15-9 / 15-12 / 15-12
- Maria Bengtsson /  Erica van den Heuvel –  Dede Hasanah /  Sri Untari: 15-9 / 15-10
- Eny Oktaviani /  Nonong Denis Zanati –  Rhonda Cator /  Song Yang: 15-7 / 15-4
- Peng Xinyong /  Zhang Jin –  Chan Ya-lin /  Jou Yu-Lin: 15-6 / 15-6
- Tokiko Hirota /  Yuko Koike –  Lee Wai Leng /  Tan Lee Wai: 15-6 / 11-15 / 15-7
- Marlene Thomsen /  Anne Mette Bille –  Lisa Campbell /  Wendy Shinners: 15-3 / 15-4
- Hisako Mizui /  Yasuko Mizui –  Plernta Boonyarit /  Pornsawan Plungwech: w.o.
- Lotte Olsen /  Lisbet Stuer-Lauridsen –  Si-an Deng /  Denyse Julien: 15-11 / 11-8
- Sarwendah Kusumawardhani /  Rosiana Tendean –  Tomomi Matsuo /  Kyoko Sasage: 12-15 / 15-8 / 15-8
- Ge Fei /  Gu Jun –  Maria Bengtsson /  Erica van den Heuvel: 9-15 / 17-16 / 15-13
- Eny Oktaviani /  Nonong Denis Zanati –  Joanne Goode /  Gillian Gowers: 15-9 / 15-10
- Eliza Nathanael /  Zelin Resiana –  Peng Xinyong /  Zhang Jin: 9-15 / 15-9 / 15-6
- Julie Bradbury /  Gillian Clark –  Tokiko Hirota /  Yuko Koike: 15-3 / 11-15 / 15-9
- Gil Young-ah /  Kim Mee-hyang –  Marlene Thomsen /  Anne Mette Bille: 14-17 / 15-12 / 15-5
- Christine Magnusson /  Lim Xiaoqing –  Hisako Mizui /  Yasuko Mizui: 15-5 / 15-11
- Lotte Olsen /  Lisbet Stuer-Lauridsen –  Sarwendah Kusumawardhani /  Rosiana Tendean: 15-9 / 15-10
- Ge Fei /  Gu Jun –  Eny Oktaviani /  Nonong Denis Zanati: 7-15 / 18-15 / 18-16
- Eliza Nathanael /  Zelin Resiana –  Julie Bradbury /  Gillian Clark: 15-10 / 15-8
- Gil Young-ah /  Kim Mee-hyang –  Christine Magnusson /  Lim Xiaoqing: 16-18 / 15-2 / 17-14
- Ge Fei /  Gu Jun –  Lotte Olsen /  Lisbet Stuer-Lauridsen: 15-9 / 15-2
- Eliza Nathanael /  Zelin Resiana –  Gil Young-ah /  Kim Mee-hyang: 15-1 / 15-2
- Ge Fei /  Gu Jun –  Eliza Nathanael /  Zelin Resiana: 15-5 / 15-11

### Mixed
- Joko Mardianto /  Rosiana Tendean –  Julian Robertson /  Anne Mette Bille: 15-10 / 15-5
- Liu Jianjun /  Ge Fei –  Mikael Rosén /  Maria Bengtsson: 15-2 / 15-9
- Jiang Xin /  Gu Jun –  Max Gandrup /  Helene Kirkegaard: 15-10 / 15-6
- Ron Michels /  Erica van den Heuvel –  Tan Kim Her /  Tan Lee Wai: 15-2 / 18-15
- Flandy Limpele /  Dede Hasanah –  Paulus Firman /  S. Herawati: 15-5 / 15-3
- Simon Archer /  Julie Bradbury –  Shuji Matsuno /  Masako Sakamoto: 15-7 / 15-12
- Chan Siu Kwong /  Chung Hoi Yuk –  Lee Suk-ho /  Kim Mee-hyang: 15-8 / 15-8
- Sandiarto /  Sri Untari –  Yap Kim Hock /  Lee Wai Leng: 15-4 / 15-7
- Michael Søgaard /  Gillian Gowers –  Joko Mardianto /  Rosiana Tendean: 8-15 / 15-9 / 15-7
- Liu Jianjun /  Ge Fei –  Yoo Yong-sung /  Gil Young-ah: 15-10 / 15-12
- Aryono Miranat /  Rosalina Riseu –  Jiang Xin /  Gu Jun: 15-12 / 4-15 / 15-0
- Ron Michels /  Erica van den Heuvel –  Chris Hunt /  Gillian Clark: 15-10 / 15-4
- Chen Xingdong /  Sun Man –  Flandy Limpele /  Dede Hasanah: 4-15 / 17-14 / 15-0
- Jan-Eric Antonsson /  Astrid Crabo –  Simon Archer /  Julie Bradbury: 15-11 / 15-8
- Jon Holst-Christensen /  Rikke Olsen –  Chan Siu Kwong /  Chung Hoi Yuk: 15-11 / 11-15 / 15-1
- Nick Ponting /  Joanne Goode –  Sandiarto /  Sri Untari: 15-8 / 15-5
- Liu Jianjun /  Ge Fei –  Michael Søgaard /  Gillian Gowers: 15-10 / 9-15 / 15-11
- Aryono Miranat /  Rosalina Riseu –  Ron Michels /  Erica van den Heuvel: 15-10 / 15-12
- Jan-Eric Antonsson /  Astrid Crabo –  Chen Xingdong /  Sun Man: 18-16 / 15-3
- Jon Holst-Christensen /  Rikke Olsen –  Nick Ponting /  Joanne Goode: 18-16 / 15-6
- Liu Jianjun /  Ge Fei –  Aryono Miranat /  Rosalina Riseu: 15-12 / 15-9
- Jan-Eric Antonsson /  Astrid Crabo –  Jon Holst-Christensen /  Rikke Olsen: 15-11 / 5-15 / 15-5
- Jan-Eric Antonsson /  Astrid Crabo –  Liu Jianjun /  Ge Fei: 15-9 / 15-11